# Chciwość

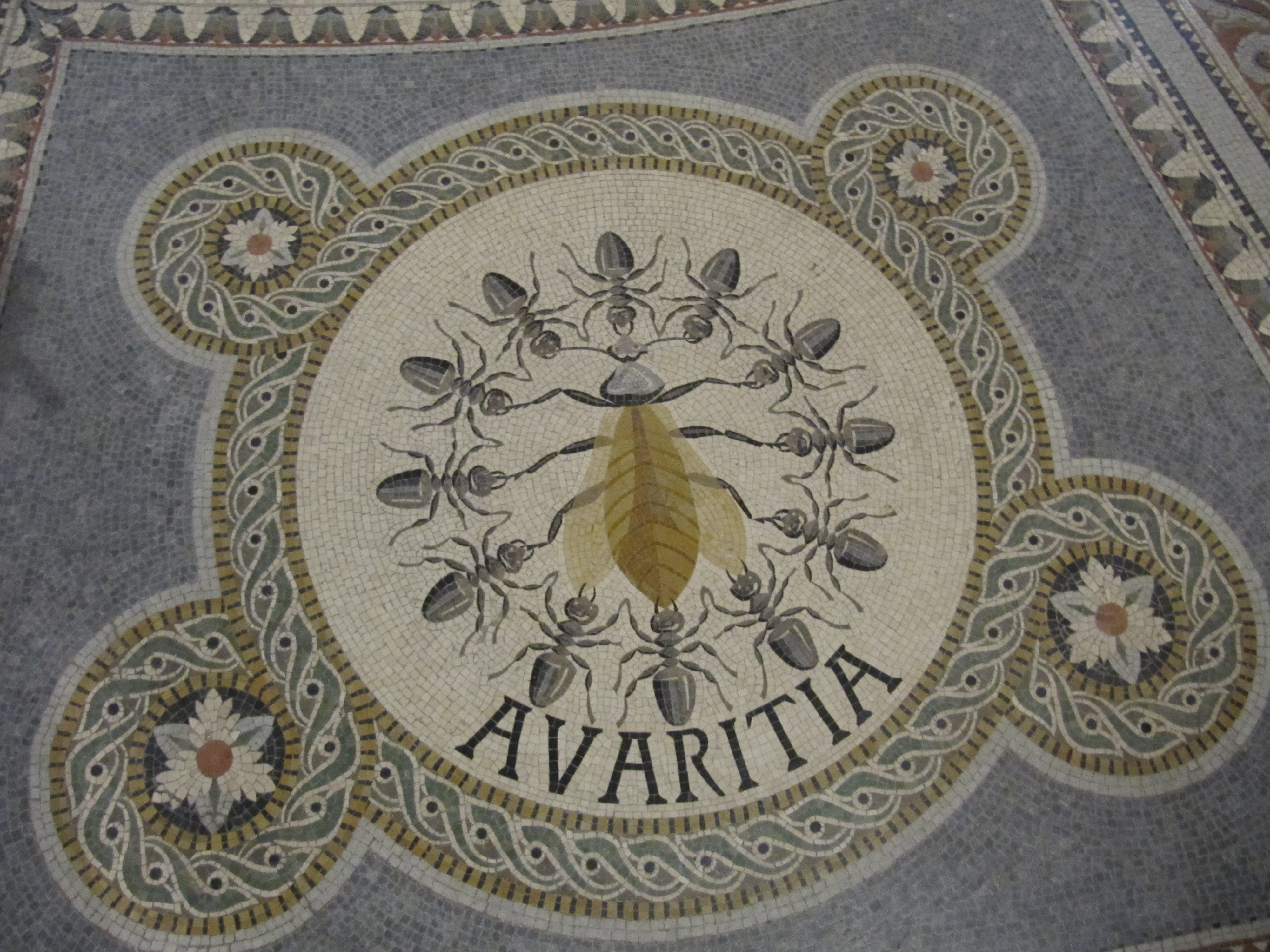
Mrówki jako symbol Chciwości (mozaika w bazylice Notre-Dame de Fourvière w Lyonie)

Obraz Ubóstwianie Mamony (Evelyn De Morgan, 1909).

Chciwość (łac. avaritia) – jeden z siedmiu grzechów głównych, wymieniany jako drugi w kolejności.
W średniowiecznej literaturze, w podręcznikach Ars moriendi, avaritia pojawia się często jako największy grzech człowieka w czasie sądu nad nim. Pojęcie to nabiera tu specyficznego znaczenia, ociera się o chęć hedonistycznego, natychmiastowego użycia bogactw. Jak pisze Philippe Ariès w swojej książce Człowiek i śmierć avaritia tak pojmowana zanika wraz z rozwojem kapitalizmu, gromadzenia dóbr i oszczędności oraz racjonalnego ich wykorzystywania.